# Erika Honstein
Erika Lizeth Honstein García (née le 12 mai 1980 à Hermosillo, Sonora, Mexique) est une modèle mexicaine, sixième du concours de beauté Nuestra Belleza México (Miss Mexique) 2002. À la discrétion de Lupita Jones, elle fut choisie pour représenter son pays lors de Miss Monde à Sanya en Chine le 6 décembre 2003.